# Hadath (islam)
Ḥadaṯ (traslitterazione della parola araba ﺣﺪﺚ /ˈħadaθ/, "incidente, qualcosa che fa mutare dall'esterno") è l'impurità giuridico-religiosa che impedisce al musulmano di accedere ad alcuni atti del rito.
Può essere contratta in due modi:
- tramite contatto con nağāsāt (sostanze, elementi o esseri animati impuri), quali il cane, il maiale, la carcassa di animale o il cadavere umano, il sangue, l'urina e le feci, il liquido seminale maschile, le bevande alcoliche o intossicanti, il vomito, il pus;
- tramite fatti quali il sonno profondo, lo svenimento o la perdita di coscienza, il toccare i propri genitali, il toccare il corpo di persone estranee (cioè non legate all'individuo da un rapporto di parentela o di sangue).

Lo stato di impurità (ḥadaṯ) può essere maggiore o minore:
- la condizione di impurità minore impedisce all'individuo di compiere la preghiera rituale (ṣalāt), i sette giri (ṭawāf) attorno alla qāba della Mecca durante il pellegrinaggio e di toccare un esemplare del Corano.
- la condizione di grande impurità è causata dal rapporto sessuale (ǧanāba), dal ciclo mestruale (ḥayḍ) e dal periodo successivo al parto (nifās); essa implica delle proibizioni ulteriori rispetto a quelle determinate dall'impurità minore: leggere o recitare il Corano, sostare o transitare in moschea, avere rapporti sessuali e per quanto riguarda la donna in particolare, essere ripudiata dal marito.

Lo stato di impurità si rimuove con un processo di purificazione tramite acqua (ṭahāra).